# 된장이
된장이(Ginseng Boy)는 2025년에 개봉한 대한민국의 영화이다. 

## 줄거리
경찰 따돌리다 지쳐버린 말빨의 요술사 제니, 도망치다 도망치다 도착한 곳은… GPS도 포기한 깡촌 마을 ‘용두골’! 거기서 들은 희대의 떡밥! “불로장생약이 있다고? 이름이… 천!년!삼!주!?” 단서 따라 도착한 곳은 된장 냄새가 진동하는 어느 시골집. 그런데 거기서 그녀를 막아선 건… 된장할배의 9살 손자?! 이름도, 행동도, 정체는 더더욱 수상한 꼬마 ‘된장이’. 할배의 천년삼주를 지키기 위해 오늘도 삽을 든다! 한탕 노리는 구라의 여왕 제니 vs 말보다 삽이 빠른 지킴이 된장이! 천년삼주를 가져가려면 된장이부터 이겨라! 가장 황당하고 배꼽 잡을 기막힌 대결이 시작된다!

## 등장인물
- 강지영 : 제니 / 순자 역
- 이주원 : 된장이 역
- 유순웅 : 된장할배 / 강성석 역
- 신민재 : 일영 역
- 임윤비 : 해수 역
- 오승아 : 제시카 역
- 나호숙 : 일영 모 역